# Uliodon frenatus
Uliodon frenatus là một loài nhện trong họ Zoropsidae.
Loài này thuộc chi Uliodon. Uliodon frenatus được miêu tả năm 1873 bởi L. Koch.